# Tenue de route
La tenue de route est une expression mal définie décrivant le comportement routier des véhicules (automobiles ou motocyclettes essentiellement).

## Description
La tenue de route, ou comportement routier (en anglais road-holding, en allemand das Beibehalten der Spur ou Spurtreue), est essentiellement déterminée par la capacité d'un véhicule à rester sur la route et sur la trajectoire voulue, quelles que soient les circonstances (en virages, sur sol gras, humide ou à basse adhérence, en charge ou non...) mais aussi par la facilité qu'aura son conducteur de le maîtriser en cas de situation d'urgence.

## Facteurs pouvant entrer en ligne de compte
Suspension
- La dureté des ressorts ;
- La qualité de l'amortissement ;
- La répartition des masses.

Géométrie de suspension
- L'empattement ;
- La chasse ;
- Le pincement ;
- Le carrossage ;
- La voie.

Pneumatiques
- Leurs dimensions ;
- Leur pression ;
- Leur structure ;
- Leurs sculptures ;
- Leur gomme.

Motricité
- Traction, propulsion ou intégrale ;
- La présence et le type de différentiel.

Mais aussi
- La rigidité du châssis ;
- Le rapport entre la masse suspendue et la masse non suspendue ;
- La dynamique du véhicule ;
- etc.

## Éléments pouvant conduire à des anomalies de comportement routier
- Un empattement trop long rend le véhicule peu maniable, alors que trop court, il devient instable ;
- Une chasse trop longue ou trop courte a les mêmes effets ;
- Des suspensions trop raides provoquent un décollement des roues du sol sur les bosses ;
- Un amortissement trop faible provoque des ondulations parasites sur mauvais revêtement ;
- Une voie trop étroite, un centre de gravité trop haut et une absence de système antiroulis facilitent le versement en virage ;
- Une mauvaise répartition des masses peut engendrer un comportement sous-vireur ou survireur, même si toutes les voitures de série ont des suspensions réglées pour un comportement sous-vireur, plus facile à appréhender pour un conducteur moyen ;
- Pour les deux-roues, toutes sortes de causes peuvent provoquer un phénomène de guidonnage.

## Systèmes pouvant améliorer la tenue de route
Mécanique
- Systèmes antiroulis ;
- Systèmes antiplongée ;
- Amortisseur de direction.

Électronique
- Système anti-blocage des roues (ABS) ;
- Correcteur électronique de trajectoire (ESP) ;
- Antipatinage (ASR).

## Test
On peut notamment évaluer la « tenue de route » d'une automobile en procédant à un test d'évitement, aussi appelé « baïonnette » ou test de l'élan : la voiture doit aller à gauche puis à droite, en évoluant entre des cônes. Plus la voiture est capable de passer rapidement entre les cônes, meilleure est la tenue de route.

## Apprentissage
La tenue de route est considérée comme un sujet entrant dans le cadre de l'examen du permis de conduire européen par la Directive 2006/126/CE.